# CMYK

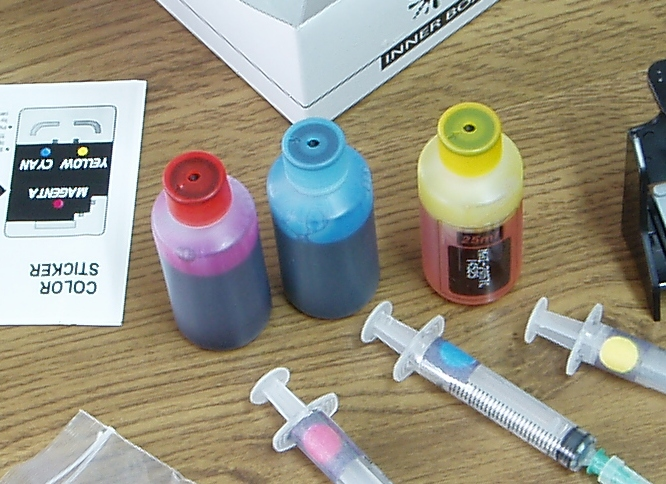
カラー印刷用のインク。左側から順に、マゼンタ、シアン、イエロー。カラー印刷用のイエローインクは、濃いオレンジ色をしている。

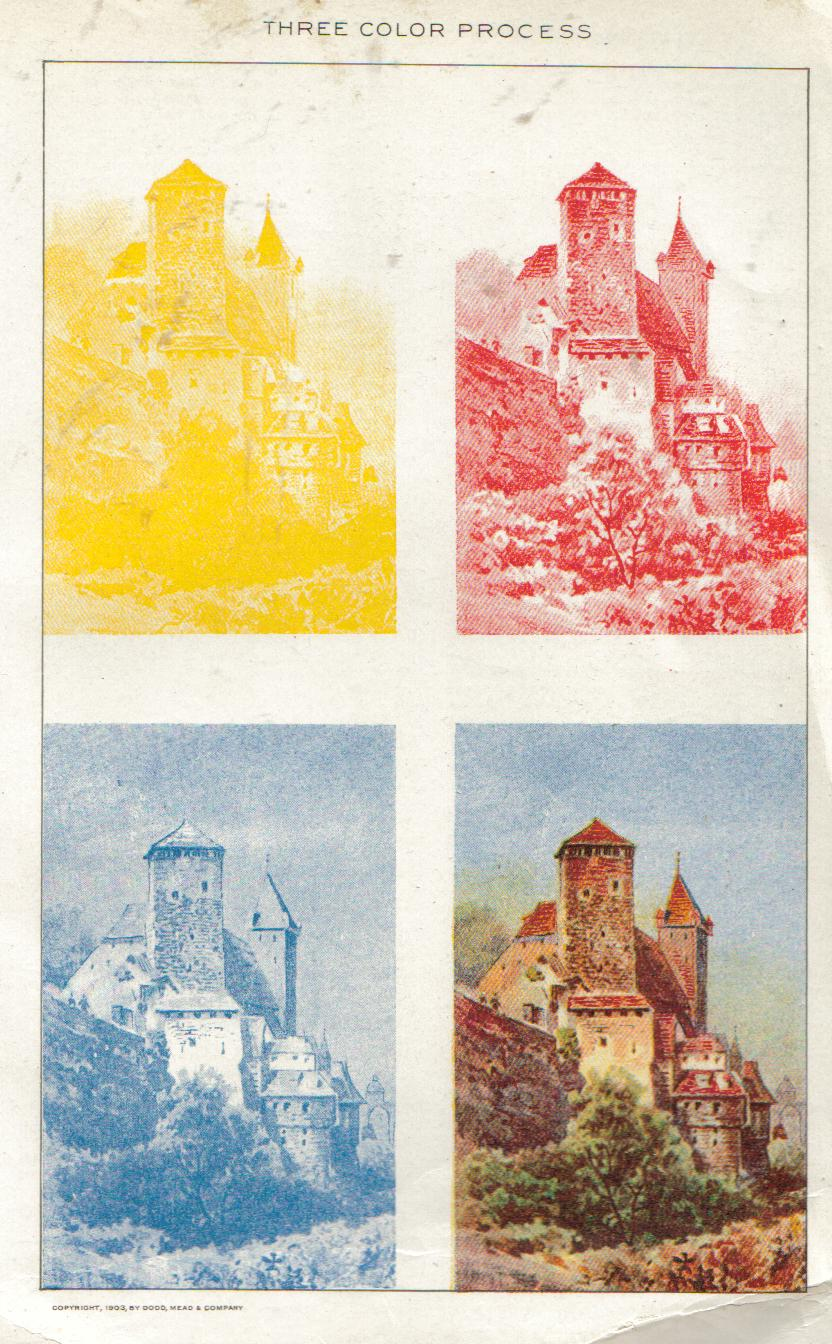
1902年の3色版印刷

CMYKカラーモデルはシアン、マゼンタ、イエロー、ブラックの4成分によって色を表す色の表現法の一種である。
CMYK は、シアン（Cyan）、マゼンタ（Magenta）、イエロー（Yellow）と、キー・プレート（Key plate）から、頭文字1字を取ったものである。キー・プレートは、他の印刷の合わせになる版のことで、通常、文字や図の輪郭を表す黒で印刷される。Kの略の由来が、ブルー（Blue）と混同しないようにブラック（BlacK）の"K"を用いたものである、または日本語の黒（Kuro）に由来するなどの説明は誤りである。ただし、CMYKはCMYBkと表記されることもあり、この場合はBk がブラックを指す。
色の三原色CMYの3色は、色セロファンを重ね合わせたときと同じ色の混ざり方であることにより実感できるものでもある。
| 色名     | ウェブカラー（モニター） | プロセスカラー |
| シアン   | #00FFFF                  | #00AEEF        |
| マゼンタ | #FF00FF                  | #EC008C        |
| イエロー | #FFFF00                  | #FFF500        |

## 概要

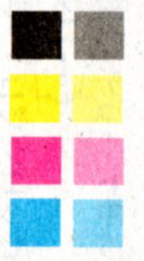
毎日新聞のテレビ欄に印刷されているCMYKカラーチップ。左の縦列は100%、右は50%を示す。コンマ数ミリ単位ではあるが、それぞれの色版の印刷に多少のズレが生じているのが分かる。

CMYKカラーモデルはCMYから派生した、減法混合に基づく色の表現法である。理論上ではCMYのインクを全て均等に混合すれば黒色を表現できるはずであるが、実際に綺麗な黒色を表現するのは技術的に困難であり、せいぜい鈍い暗色にしかならない。このため、プリンターなどの印刷機で黒色をより美しく表現する目的としてCMYKカラーモデルが採用されている。また見た目の美しさ以外にも、黒を表現するのに必要なインク量が少なくなるためにCMYの場合と比べてランニングコストが下がる、乾燥が速く高速印刷に向く、Kインクのみを使ってモノクロ出力にも対応可能といった利点がある。プリンターのインクやトナーが1色でも空になると印刷できなくなるのは色の表現法に基づいての印刷ができなくなるためである。なお、機種によってはカラーインクやトナーのいずれかが空になっても数日間は白黒印刷に限って可能な場合がある。
インクジェットプリンターなどでは、階調表現力を良くするために通常のCMYKカラーモデルに加えて淡いシアン(ライトシアン・フォトシアン)・淡いマゼンタ（ライトマゼンタ・フォトマゼンタ）・グレーなどの追加インクを使用する場合がある。これらは使用される追加インクの色やインクの数にかかわらず、色の表現法としてはCMYKカラーモデルとの違いはない。
プリンターのイエローインクの液体の色は、濃縮時は濃いオレンジ色をしている。プリンターのイエローインクの液体を紙の上に広げたときは、濃い段階ではオレンジ寄りの黄色になる。その理由は、プリンターのイエローインクを白い紙の上に着色したとき、薄く伸ばした段階でも、黄色がほとんど薄くならないようにするためであり、黄色系統の色域の表現力を再現できるからである。もし、プリンターのイエローインクが赤みを帯びない黄色だったら、レモン色より更に薄くなってしまい、膨張して、黄色系統の色域の表現力を再現できず、黄色が出せないからである。

## CMYKカラーモデルとRGBの違い
デジタルカメラなどで撮影された画像、あるいはテレビやパソコンのディスプレイ上に表現される色は、ライトの発光を利用して色を表現するRGB形式であるが、印刷物では色素による光の吸収を利用して色を表現している。このように、画面と紙とでは発色の原理が全く異なる為、RGB形式の画像を印刷する場合は、RGB形式からCMYKカラーモデル形式への変換作業が必要となる。
原理的には(C=1-R),(M=1-G),(Y=1-B)でRGB値からCMY値が得られる。さらにK=min(C,M,Y)を求め、(C'=C-K)(M'=M-K),(Y'=Y-K)で、CMYKカラーモデル値を得る。しかし、この計算で得られた濃度を印刷に適用すると、一般的なRGB色空間とCMYKカラーモデル色空間のγ特性が全く正反対である事が考慮されていないこと、RGBとCMYKカラーモデルそれぞれの補色の波長が一致していない事などから、印刷結果は全く期待通りとならない。この為、それぞれの色空間をカラーマネージメントシステムで補正する必要がある。通常の画面表示用カラーマネージメントシステムでは、実解像度をリアルタイムで処理すれば良いので精密に再現されるが、プリンターの場合にはきわめて高い解像度とナノグラム単位の非常に少ない色素液粒を制御しなければならない事から莫大な量の演算が必要になるため、事前に発色特性をサンプリングして作った多次元ベジェ曲線等によって、特性をシミュレートする事で演算を軽減するなどして、印刷の速度を向上させている。完全な再現は基本的には不可能である事から、あらかじめ印刷対象がどのような物であるかをユーザーが手動で指示したり、あるいはプリンタドライバソフトウェアが画像解析によって印刷対象を予測したりする、高度なシステムが実装されている。

## 補足
オフセット印刷では各色版の網点が重なり合わない、また各網点のモアレや亀甲模様が生じないように、色ごとにスクリーン角度が違う。このうち、Y版は他の色に比べて干渉縞を引き起こしにくいため、他色版の網点とのスクリーン角度の間隔はやや小さい。
| C | 15° | 15° | 15° | 105° | 165° |
| M | 75° | 75° | 45° | 75°  | 45°  |
| Y | 30° | 0°  | 0°  | 90°  | 90°  |
| K | 45° | 45° | 75° | 15°  | 105° |

日本の製版・印刷業界では、永らくYMCKという順番で呼ばれてきた。これは、昭和20年頃までのオフセット印刷機でカラー印刷していた際の版の順番が、Y版→M版→C版→K版であったことに由来する。当時のイエローインキ顔料はクロム酸鉛系の透明度の低いものであり、他色を隠蔽してしまうおそれがあったためY版を先にする必要があった。
後に登場したジスアゾ系顔料を使った透明度が高いイエローインキでは刷り順は逆に最後にするのが一般的で、2013年現在の刷り順はK-C-M-Yか、CM-KYである。各色の刷り重ね順はカラーマネジメントの上でもこの順で固定され、またオフセットインキ自体もこの刷り順に適するよう調整されている。
日本国内の印刷現場では、プロセスカラーの墨をKeyplate等とは言わず、スミ、クロ、ブラックと言う。KeyplateとはあくまでもCMYKカラーモデルという単語のKの由来であり、色そのものを表すものではない。
また、印刷実務では、C-アイ、M‐アカ、Y-キということも多い。